# Gabe Vincent
Gabriel „Gabe” Nnamdi Vincent (ur. 14 czerwca 1996 w Modesto) – amerykański koszykarz, występujący na pozycji rozgrywającego, posiadający także nigeryjskie obywatelstwo, reprezentant tego kraju, od 2023 zawodnik Los Angeles Lakers.
6 lipca 2023 został zawodnikiem Los Angeles Lakers.

## Osiągnięcia
Stan na 22 września 2023, na podstawie, o ile nie zaznaczono inaczej.
NCAA
- Najlepszy pierwszoroczny zawodnik Big West (2015)[5]
- Zaliczony do:
  - I składu Academic All-Big West (2017)
  - II składu Big West (2018)
  - składu honorable mention Big West (2016)

NBA
- Wicemistrz NBA (2020, 2023[6])

Indywidualne
- Największy postęp G-League (2020)[7]

Reprezentacja
- Uczestnik mistrzostw świata (2019 – 17. miejsce)